# Radice avventizia

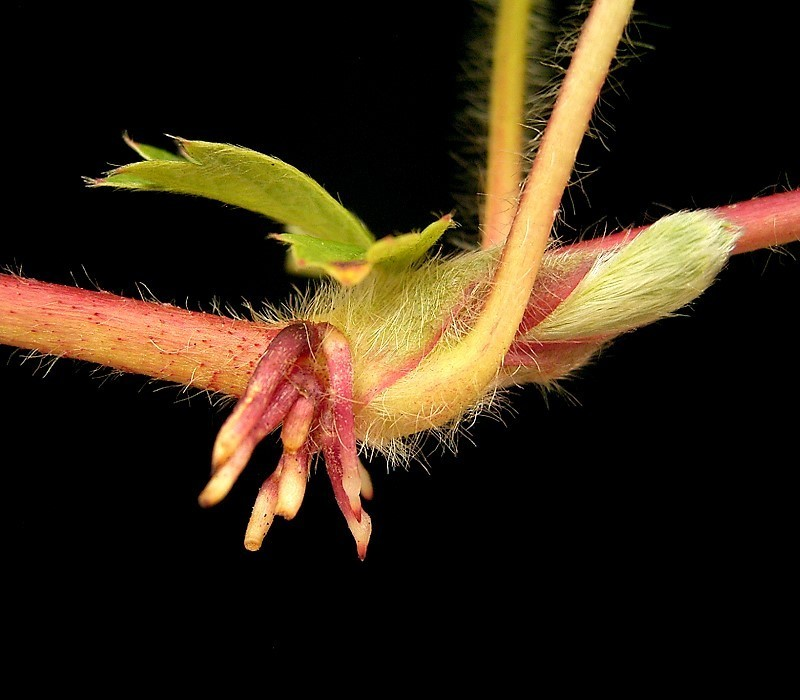
Radici avventizie sviluppate da un nodo del fusto di una pianta di fragola

In botanica, le radici avventizie sono le radici che non provengono dalla radichetta dell'embrione, ma che originano in qualsiasi altro luogo della pianta, come ad esempio in qualche porzione del fusto, in fusti sotterranei e sulle foglie. Vengono per questo motivo definiti organi eterotopici, poiché si originano da luoghi diversi da quelli che gli sono propri.
Possono o meno avere ramificazioni, ma sono relativamente omogenee per forma e dimensioni. Sono tipiche dell'apparato radicale omorizzico (ad esempio quello di molte Gramineae). 
Generalmente non mostrano una crescita secondaria e la loro durata è variabile: in alcune graminacee perenni possono durare diversi anni.
La capacità di formare radici avventizie è diversa nei diversi gruppi di piante. Una grande capacità di formazione di radici avventizie significa che una pianta può facilmente diffondersi vegetativamente e formare un clone naturale e che può facilmente essere propagata per talea.